# Jean-Luc Arribart
Pour les articles homonymes, voir Arribart.
Jean-Luc Arribart, né le 9 mars 1955 à Rennes, est un footballeur français des années 1970 et 1980. Durant sa carrière, il évolue au poste de défenseur central. Après sa carrière sportive, il se reconvertit dans les médias, devenant consultant pour les rencontres de football, mais occupe également brièvement un poste de dirigeant au RC Lens. Il est directeur général du FC Versailles de novembre 2021 à décembre 2022.

## Biographie

### Joueur
Jean-Luc Arribart naît le 9 mars 1955 à Rennes. Formé au Stade rennais, qu'il intègre en 1968 à l'âge de treize ans, il est le capitaine de l'équipe qui remporte la Coupe Gambardella en 1973, aux côtés de Pierrick Hiard et Christian Gourcuff. Passé professionnel en 1975, il débute en Division 1 dès la saison 1974-1975, aux côtés d'Yves Le Floch et d'Houssaine Anafal, durant quatre matchs. Il connaît par la suite avec ce club descente et montée entre Division 2 et Division 1. En 1975 et 1976 il est international universitaire avec Arsène Wenger et Élie Baup. Il intègre le bataillon de Joinville pour la saison 1976-1977 et est international militaire en 1977.
Il devient ensuite, associé à Jacques Pérais pendant trois saisons, libéro au Stade lavallois, sous la direction de Michel Le Milinaire. Non renouvelé en 1981, il rejoint le Stade de Reims, une équipe évoluant en Division 2.
Mais c'est avec l'AS Nancy-Lorraine, équipe alors entraînée par Arsène Wenger, qu'il rejoue en Division 1 entre 1984 et 1986. Il termine sa carrière de joueur professionnel en 1987 à Orléans. Il joue ensuite, pendant trois mois, pour les Léopards de Saint-André, à La Réunion, avant de devenir entraîneur-joueur à l'Olympique de Châlons-sur-Marne, de 1988 à 1991.
En avril 2014, France Football le classe à la 41e place des meilleurs joueurs bretons.

### Consultant
En 1995 il entre dans le groupe Sita (Filiale environnement du groupe Lyonnaise des eaux) comme commercial.
En 1996, Jean-Luc Arribart entame une carrière de consultant sur la chaîne de télévision Canal+. Après la Coupe du monde 1998, il devient le commentateur des grandes affiches de première division avec Thierry Gilardi après le départ de Charles Biétry à la présidence du Paris Saint-Germain.
En décembre 1999, il quitte ses fonctions de consultant à Canal+ pour être directeur sportif du RC Lens.
Il reprend ses activités de consultant TV lors de la Coupe du monde 2002 au Japon et en Corée du Sud sur Eurosport, puis il commente, avec Christian Jeanpierre, des matchs de cette compétition sur TF1 (où il remplace Guy Roux qui doit reprendre l'entraînement avec l'AJ Auxerre). Il officie ensuite lors des soirées de Ligue des champions sur TF1 et parallèlement, il commente des matchs de Ligue 2 et de Coupe de France avec Christophe Jammot sur Eurosport.
Début 2004, Charles Villeneuve et Éric Hannezo deviennent les nouveaux producteurs de Téléfoot, ils décident de changer la formule avec Christian Jeanpierre et Nathalie Renoux à la tête de l'émission et Jean-Luc Arribart pour apporter des analyses techniques. Après l'Euro 2004, Arribart rejoint TPS Star pour commenter chaque samedi une affiche de Ligue 1 avec Christophe Josse, tout en continuant sur Eurosport, mais il arrête ses participations à Téléfoot. En 2005, TPS perd les droits de la Ligue 1, mais Jean-Luc Arribart continue toujours à collaborer sur TPS Star pour commenter les matchs de championnat d'Angleterre avec Christophe Josse ou Gregory Nowak. Après l'achat de TPS par le Groupe Canal+, Jean-Luc Arribart n'est pas conservé par les dirigeants de la chaîne cryptée.
Après dix années de commentaires, Jean-Luc Arribart quitte Eurosport et retourne dans le groupe Canal+. Il devient consultant sur I-Télé ainsi que dans l'émission The Specialists et commente les matchs du championnat anglais. Dès l'été 2016, Canal+ ayant perdu les droits de la Premier League, il est consultant pour les matchs de Ligue 2, le lundi soir sur Canal+ Sport.
Il participe aux commentaires de la série Pro Evolution Soccer (jusqu'à PES 6), aux côtés de Christian Jeanpierre.
Depuis fin 2022, il est de retour sur Canal+ pour commenter les matchs de Premier League, la chaîne cryptée ayant regagné les droits de diffusion en 2019.

### Dirigeant
En décembre 1999, Jean-Luc Arribart quitte ses fonctions de consultant à Canal+ pour être directeur sportif du RC Lens. Mais, en octobre 2000, il abandonne ce poste à cause de soucis en interne entre lui, le directeur administratif Francis Collado.
En 2020, Jean-Luc Arribart devient conseiller de Christophe Petit et Julien Ridon, patrons du groupe City Immobilier (ex Fiducim). Ces promoteurs cherchent à investir dans le football. Après un échec au Red Star, ils sont orientés par Jean-Luc Arribart vers le FC Versailles, un club de National 2 en difficulté financière.
En novembre 2021, Jean-Luc Arribart devient directeur général de la SAS chargée de gérer l'équipe première du FC Versailles, qui ambitionne de monter en National. Lors de la saison 2021-2022, l'équipe se qualifie pour les demi-finales de la Coupe de France. Le FC Versailles s'en sépare en décembre 2022.

## Statistiques
| Saison                | Club                  | Championnat           | Championnat | Championnat | Coupe(s) nationale(s) | Coupe(s) nationale(s) | Total | Total |
| Saison                | Club                  | Division              | M.          | B.          | M.                    | B.                    | M.    | B.    |
| 1974-1975             | Stade rennais FC      | Division 1            | 3           | 0           | 0                     | 0                     | 3     | 0     |
| 1975-1976             | Stade rennais FC      | Division 2            | 19          | 2           | 2                     | 0                     | 21    | 2     |
| 1976-1977             | Stade rennais FC      | Division 1            | 28          | 6           | 3                     | 0                     | 31    | 6     |
| 1977-1978             | Stade rennais FC      | Division 2            | 30          | 1           | 1                     | 0                     | 31    | 1     |
| Sous-total            | Sous-total            | Sous-total            | 80          | 9           | 6                     | 0                     | 86    | 9     |
| 1978-1979             | Stade lavallois       | Division 1            | 34          | 0           | 1                     | 0                     | 35    | 0     |
| 1979-1980             | Stade lavallois       | Division 1            | 31          | 1           | 1                     | 0                     | 32    | 1     |
| 1980-1981             | Stade lavallois       | Division 1            | 27          | 1           | 1                     | 0                     | 28    | 1     |
| Sous-total            | Sous-total            | Sous-total            | 92          | 2           | 3                     | 0                     | 95    | 2     |
| 1981-1982             | Stade de Reims        | Division 2            | 24          | 2           | 3                     | 0                     | 27    | 2     |
| 1982-1983             | Stade de Reims        | Division 2            | 32          | 8           | 3                     | 0                     | 35    | 8     |
| 1983-1984             | Stade de Reims        | Division 2            | 34          | 6           | 3                     | 0                     | 37    | 6     |
| Sous-total            | Sous-total            | Sous-total            | 90          | 16          | 9                     | 0                     | 99    | 16    |
| 1984-1985             | AS Nancy-Lorraine     | Division 1            | 38          | 2           | 5                     | 2                     | 43    | 4     |
| 1985-1986             | AS Nancy-Lorraine     | Division 1            | 36          | 1           | 2                     | 1                     | 38    | 2     |
| Sous-total            | Sous-total            | Sous-total            | 74          | 3           | 7                     | 3                     | 81    | 6     |
| 1986-1987             | US Orléans            | Division 2            | 19          | 1           | 0                     | 0                     | 19    | 1     |
| Total sur la carrière | Total sur la carrière | Total sur la carrière | 375         | 35          | 25                    | 3                     | 400   | 38    |

## Palmarès
- Stade rennais:
  - Coupe Gambardella (1973)[10]
  - Vice-champion de France de D2 en 1976

## Récompense
En 2016, il reçoit le Prix du commentateur sportif décerné par l'association des écrivains sportifs. Ce prix est décerné à un journaliste, professionnel, commentateur audiovisuel, aux connaissances et au jugement appréciés qui, dans ses interventions sur le sport, s'est exprimé avec le souci constant de respecter les règles de la langue française.